# Charles Warren Thornthwaite
Charles Warren Thornthwaite (7 de marzo de  1899 - 11 de junio de  1963) fue un geógrafo especializado en Climatología y además profesor estadounidense . Es altamente reconocido por el desarrollo de un sistema de clasificación climático, publicado en 1948, que aún es ampliamente usado mundialmente, y también por sus detallados balances hídricos con la evapotranspiración potencial. 
Fue Profesor de Climatología en la Johns Hopkins University,  profesor adjunto en la Drexel University, Presidente de la "Comisión de Climatología" de la Organización Meteorológica Mundial, galardonado con el "Premio Outstanding Achievement" de la Asociación de Geógrafos de EE. UU., y con la "Medalla Cullum" de la American Geographical Society.

## Biografía
Thornthwaite nace en Bay City, Míchigan. Concurre a la Central Michigan University, graduándose en 1922. Enseña en Escuelas por los siguientes dos años en Owosso, Míchigan, y luego durante cuatro años es empleado como geógrafo del Kentucky Geological Survey. Mientras trabaja, también es profesor asistente en el Departamento de Geografía de la Universidad de Oklahoma, entre 1927 a 1934. Mientras tanto, estudia geografía a través de los auspicios de la Universidad de Berkeley, siendo estudiante de Carl Sauer. Obtiene su Ph.D. en geografía en 1930, defendiendo la tesis ‘Louisville, Kentucky: a study in urban geography’, un proyecto de investigación que hizo uso de fotos aéreas, observaciones de campo, análisis de datos y detallados mapeos para describir la geografía urbana de Louisville. Rápidamente se pasa hacia la climatología, aunque recientes estudios sugieren que mientras trabajaba en su tesis, manejaba técnicas que usaría a futuro en procedimientos estándares.
En la "Central Michigan Normal School" se hace amigo de John Leighly y más tarde, ambos estudian en Berkeley, siendo Leighly posteriormente su mentor. Leighly, profesor de la UC Berkeley durante 62 años, escribiría su obituario.
En 1931  publica The Climates of North America: According to a New Classification lanzándose a su verdadera vocación de climatólogo, una vocación que une la ciencia de la climatología con la geografía. En 1934, deja la Universidad de Oklahoma para estudiar migraciones internas en EE. UU. (en la  Universidad de Pensilvania). En 1935, gana por oposición ser jefe de la División de Investigaciones climáticas y fisiográficas de US Soil Conservation Service. La división cesa de funcionar en 1942, pero permanece en el USDA hasta 1946. De ese periodo es el Boletín Técnico del USDA, escrito con Benjamin Holzman, Mediciones de Evaporación de Superficies de Terrenos y de Aguas.
Deja el USDA en 1946, abriendo su "Laboratorio de Climatología" en Seabrook, Nueva Jersey, operándolo hasta su fallecimiento en 1963. Ese laboratorio continuaría operando bajo la conducción de John R. Mather. En 1948 publica uno de sus artículos más citados: An Approach Toward a Rational Classification of Climate (1948). Este artículo sería usado por científicos de todo el mundo; donde incorpora información de evapotranspiración, temperatura,  precipitaciones, ampliamente usado para el estudio de la diversidad de especies animales y los potenciales impactos del cambio climático.
Mather comparte autoría con Thornthwaite en su monografía de 1955 The water balance (traducido como Balance hídrico), El Balance hídrico de Thornthwaite fue su segunda mayor contribución a la climatología, después de su "Clasificación Racional". Este balance hídrico fue una metodología simple y de fácil uso para estimar los movimientos de agua, escurrimientos, excesos, estimando la cantidad de agua a recargar un acuífero. 
Fue profesor de climatología en la Universidad Johns Hopkins de 1947 a 1955.

## Vida personal
Se casa con Denzil Slentz en 1925; teniendo tres hijas. Al fallecer su esposa en 1962, establece el "Fondo Educacional Memorial Charles Warren y Denzil Slentz Thornthwaite"  en su memoria. Ese fondo galardona con becas anuales meritorias a estudiantes en meteorología y ciencias de la Tierra de la Central Michigan University.

## Otras lecturas
- F. Kenneth Hare. “Obituary: Charles Warren Thornthwaite 1899-1963” Geographical Review, 53:595-597, 1963
- John Russell Mather; Marie Sanderson. The Genius of C.Warren Thornthwaite, Climatologist-Geographer. University of Oklahoma Press, 1996. (Sinopsis)